# De Vrije Gedachte
Vrijdenkersvereniging De Vrije Gedachte, afgekort DVG, is een Nederlandse atheïstisch-humanistische vereniging van vrijdenkers. Ze werd opgericht in 1856 onder de naam De Dageraad en ging in 1957 verder onder de huidige naam. De Vrije Gedachte stelt zich ten doel om met hulp van rede, natuurwetenschap en logica de mens te 'bevrijden' van 'vooroordelen, kerkelijke bevoogding, dogma’s en schijnwaarheden'.

## Geschiedenis

### Ontstaan

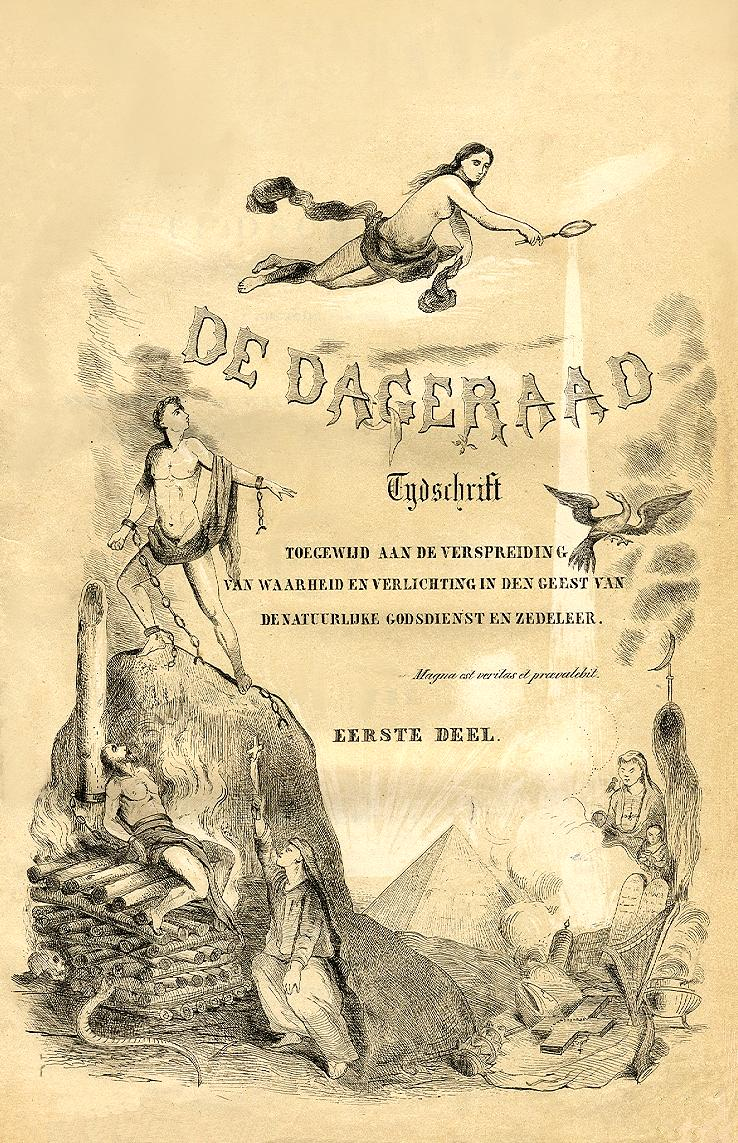
Cover van de eerste De Dageraad.

Volgens Bert Gasenbeek, Hans Blom en Jo Nabuurs begon het georganiseerde vrijdenken in Nederland met de publicatie van Licht en Schaduwbeelden uit de binnenlanden van Java door de Gebroeders Dag en Nacht (1854). Dit traktaat van arts en etnoloog Franz Junghuhn (1809–1864), aanvankelijk anoniem uitgegeven, was 'een grootschalige poging normen en waarden te funderen in de Natuur – buiten de grondslagen van het christendom'. Het speelt zich af tijdens een reis door Java, waarin een discussie wordt gevoerd tussen vier wetenschappers die respectievelijk het materialisme (Morgenrood), het deïsme (Dag), het pantheïsme (Avondrood) en het orthodoxe christendom (Nacht) vertegenwoordigen. De drie eerste wetenschappers baseren zich op de rede en gaan uit van de natuur als kennisbron van waarheid, hetgeen in die dagen de 'natuurlijke godsdienst' werd genoemd. Ze ontkennen daarmee het bestaan van een persoonlijke of bovennatuurlijke God. Omdat dit op gespannen voet stond met het (toen in Nederland nog alomtegenwoordige) christendom als geopenbaarde godsdienst, oogstte het boek een storm van kritiek.
De uitgever vond een tweede druk te gevaarlijk, waarop de dissidente Amsterdamse vrijmetselaarsloge Post Nubila Lux ('Na de wolken het licht'), waar Junghuhn ook lid van was en het boek warm onthaald werd, besloot onder leiding van Frans Christiaan Günst (1823–1885) de uitgave over te nemen, de verachting van buitenstaanders over zich afroepend. Als voortzetting van Licht en schaduwbeelden besloot de loge het tijdschrift De Dageraad op te richten, dat 1 oktober 1855 voor het eerst verscheen. Het motto van dit tijdschrift was: "Magna est veritas et praevalebit" (Machtig is de waarheid en zij zal zegevieren).
Op 12 oktober 1856 werd Vrijdenkersvereniging De Dageraad in Amsterdam opgericht door de redactieleden van het tijdschrift, onder andere Günst (uitgever van De Dageraad) en de eerste voorzitter Rudolf Charles d'Ablaing van Giessenburg (1826–1904); in totaal sloten 44 mannen zich aan. Er was geen ballotage en mede door d'Ablaings sympathie voor het feminisme werden er tijdens zijn voorzitterschap (1856–1865) ook al vrouwen toegelaten. De in 1855 door Goose Wijnand van der Voo te Rotterdam opgerichte gelijksoortige vereniging De Lichtstraal (20 leden), met gelijknamig tijdschrift, ging in 1857 op in De Dageraad. Het karakter van De Dageraad werd steeds minder maçonniek en steeds rationalistischer en natuurwetenschappelijker.

### Groei, crisis en herstel
De vereniging werd groter en invloedrijker mede door Hendrik H. Huisman (1821–1873) die vanaf 1859 secretaris was en vanaf 1865 voorzitter. Schrijver Eduard Douwes Dekker (Multatuli), die nooit formeel lid werd, werd in deze jaren bekend door zijn pakkende maatschappijkritische schrijfsels. Daarna raakte de vereniging intern verdeeld: in 1867 scheidden twintig deïstische leden zich af om de sociaalactivistische De Humaniteit te stichten. Er liepen leden weg en de publicatie van De Dageraad stokte waardoor de landelijke band tussen vrijdenkers werd verbroken.
In een vernieuwingspoging werd de verenigingsnaam kort veranderd in Het Vrije Onderzoek (1873–1876), dat in 1875 samen met De Humaniteit een Manifest publiceerde dat 'alle geloofsvrijen in Nederland' opriep de handen ineen te slaan voor scheiding van kerk en staat; armenzorg door de overheid in plaats van de kerken en; leerplicht voor lager onderwijs. De twee sterk uitgedunde verenigingen verzoenden zich. In 1878 ging De Humaniteit (5 leden) op in De Dageraad (11 leden), waarna zij zich opmerkelijk goed wist te herstellen. De Dageraad werd weer uitgegeven met een nu sterk atheïstisch-materialistische toon. Daarnaast werd de vereniging gedemocratiseerd, zocht ze de publiciteit en kwam onder meer de sociaal-anarchist Ferdinand Domela Nieuwenhuis in het nu zeer politiek en filosofisch diverse bestuur. In 1882 was het ledental alweer naar 357 gegroeid.
In de jaren 1880 richtten de 'Dageradianen' (ook wel Dageraadsmannen respectievelijk Dageraadsvrouwen genoemd) zich steeds meer op het filosofisch materialisme en atheïsme onder invloed van Ernst Haeckel, Ludwig Büchner, Charles Darwin en de Nederlander Jacob Moleschott (later erelid), terwijl in toenemende mate vrijdenkende feministes zoals Elise Haighton (secretaris en redacteur van De Dageraad), Titia van der Tuuk (bestuurslid en redacteur van De Dageraad), Aletta Jacobs en Wilhelmina Drucker (bestuurslid) naar de voorgrond kwamen en de vrouwenemancipatie een centraal thema maakten. Daarnaast was de 17e-eeuwse filosoof Spinoza een lichtend voorbeeld voor veel verenigingsleden.

### Interbellum

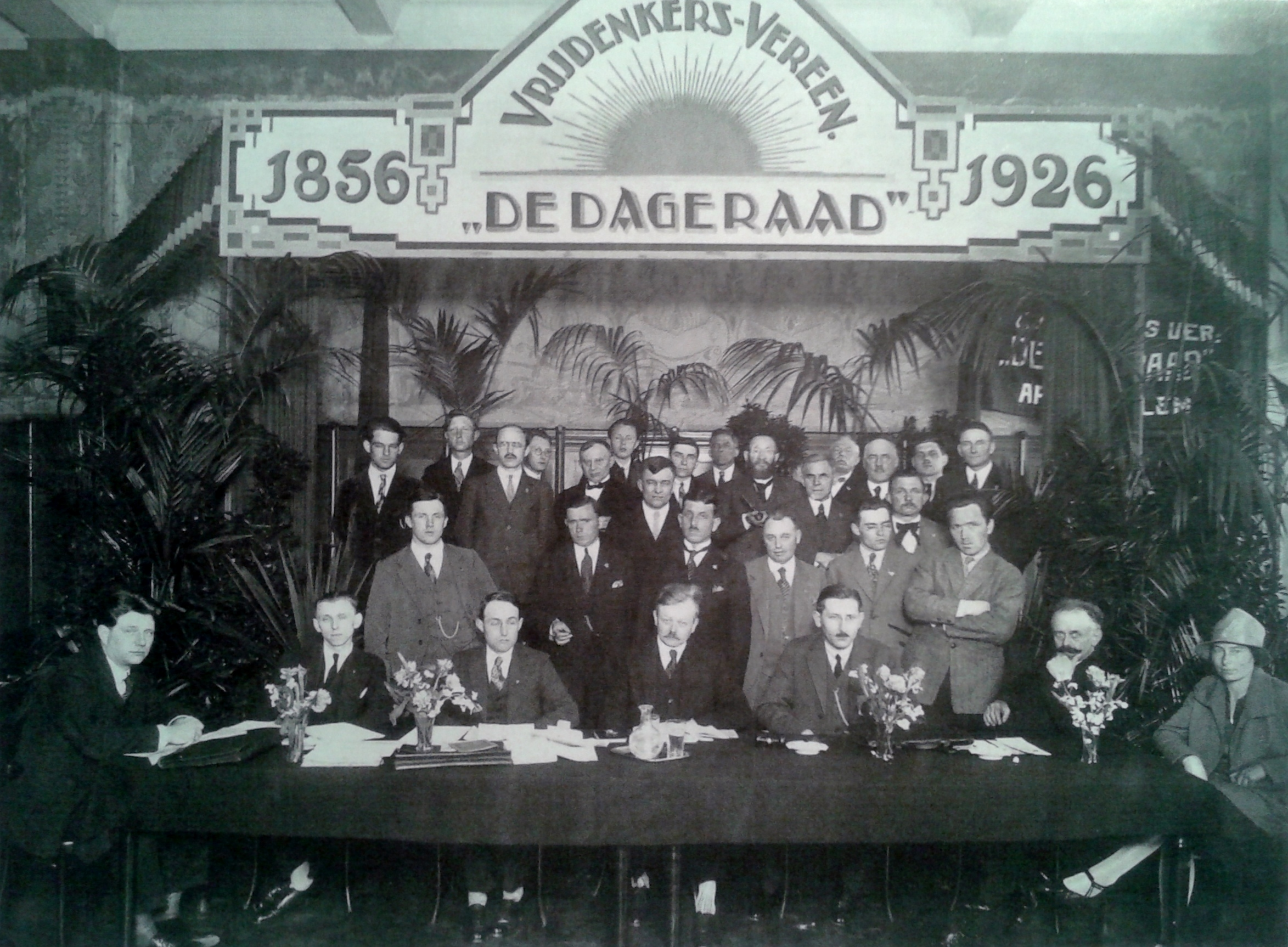
Groepsportret bij het 70-jarig bestaan van de Dageraad in 1926.

In de periode 1903–1933 groeide het ledental van De Dageraad van 613 tot 2700, met 40 regionale afdelingen. In eerste instantie was er onder veel vrijdenkers wantrouwen ten aanzien van de parlementaire democratie, aangezien de invoering van het algemeen kiesrecht in 1917 de positie van de confessionele partijen aanzienlijk had versterkt. Bovendien bleken de communisten en sociaaldemocraten, waaronder enkele zelfverklaarde vrijdenkers, niet bereid om godsdienst aan te vallen in de Tweede Kamer omdat men regeringsdeelname met de RKSP niet wilde uitsluiten. Om zich te verzetten tegen de christelijker geworden politiek, kwamen verscheidene antiklerikale en vroege fascistische protestpartijen op waaraan vrijdenkers meededen, waar men aanvankelijk ook veel waardering voor Mussolini had als 'den vroegeren socialist en godsdienstbestrijder'.
Het hoofdbestuur van De Dageraad weigerde in 1920 om vanuit de vereniging een politieke partij op te richten om ruzie in de eigen gelederen te voorkomen. Twee jaar later werd onafhankelijk van de De Dageraad de Kiesvereeniging Vrijdenkers naar het Parlement opgericht (1922–1925) die streed tegen alles wat "naar God en Goddienerij zweemt". Zij verzette zich onder de leus 'Nederland uit den greep der Kerk' tegen kapitalisme en militarisme en pleitte voor een absolute scheiding van kerk en staat en gratis openbaar onderwijs. Er werden 1100 stemmen (0,4%) behaald in de kieskring Amsterdam. Na in 1925 in vijf kieskringen gemiddeld slechts 0,12% te behalen, verdween de partij weer. Anderzijds raakte men zijn bewondering voor het fascisme snel kwijt toen dat een gewelddadige beweging werd die katholicisme en kapitalisme omarmde. Om het opportunisme van Mussolini en paus Pius XI aan te tonen (die even later het Verdrag van Lateranen zouden sluiten), publiceerde De Dageraad in 1928 een rede van Mussolini uit 1904 waarin hij het bestaan van God weerlegde. Geconfronteerd met de opkomst van totalitaire vormen van zowel fascisme als communisme, werden steeds meer Dageradianen toch verdedigers van de parlementaire democratie, al bleven beide extremen en het anarchisme binnen de vereniging leven.
In 1921 werd in de statuten van De Dageraad (artikel 2) voor het eerst opgenomen dat vrijdenkers 'uitgaande van de rede' zich 'op atheïstisch standpunt' plaatsen. Minister van Binnenlandse Zaken Heemskerk (ARP) weigerde deze statutenwijziging in 1924 koninklijke goedkeuring te verlenen omdat atheïsme tegen de goede zeden en de openbare orde zou zijn en leiden tot anarchie. Na felle debatten in de Tweede Kamer schaarde de christelijke meerderheid zich achter de minister. De Vrijdenker spotte dat het christendom geen monopolie op moraliteit had en De Dageraad deed via het Comité Kerkafscheiding oproepen om de kerk te verlaten en bood hulp aan mensen die hun lidmaatschap wilden opzeggen (waaraan 3250 mensen in 1925 gevolg gaven). Uiteindelijk besloot men dat koninklijke goedkeuring toch wel belangrijk was en stelde bijzonder hoogleraar rechtsfilosofie Leo Polak aan om de statuten te herschrijven. De nadruk op bestrijding van geloofsdogma's en bindend gezag werd behouden, maar het woord 'atheïstisch' weggelaten; deze statuten werden in 1927 door de regering aanvaard.

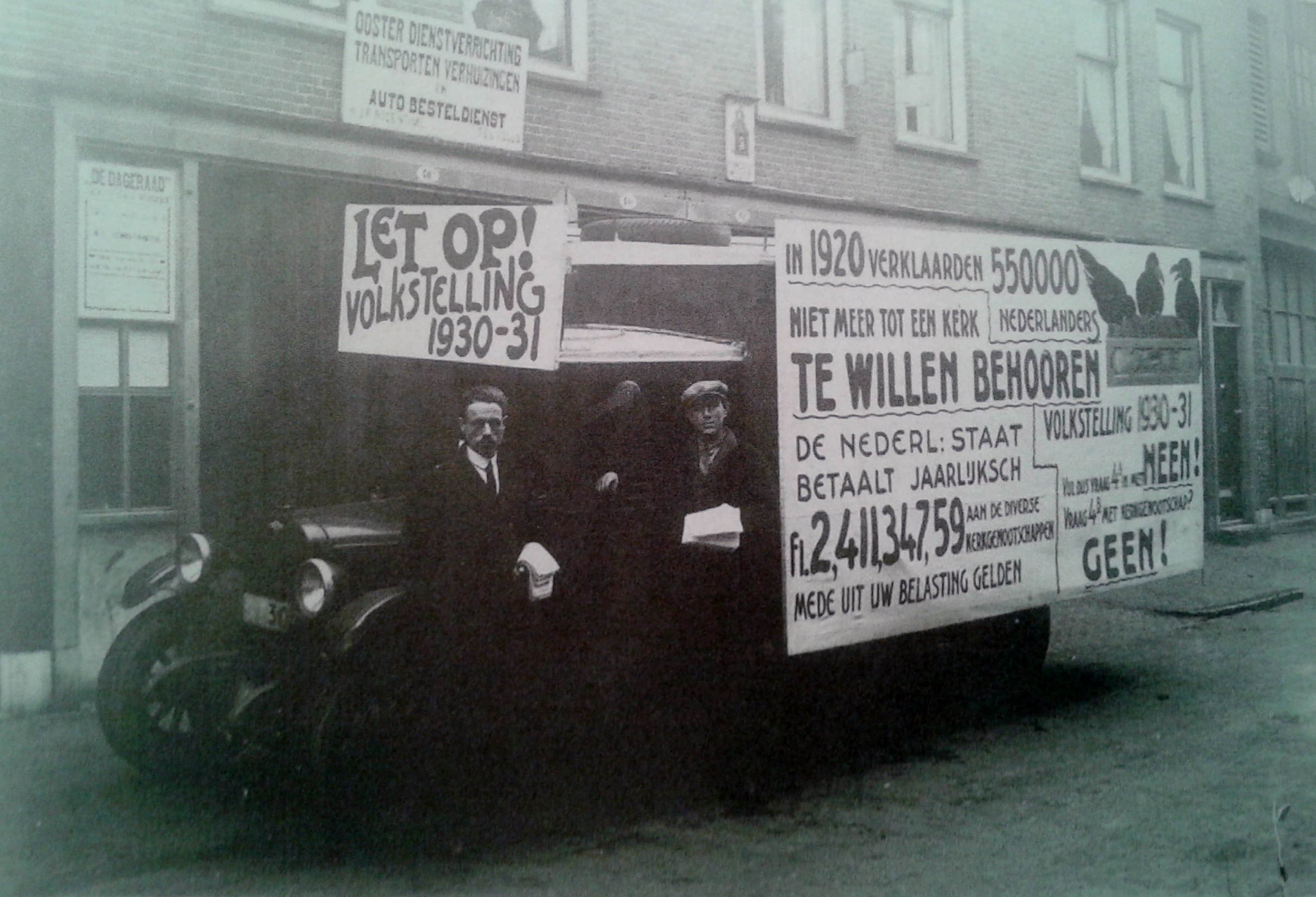
Rotterdamse vrijdenkers protesteren tegen de volkstelling van 1930–31.

Nadat de VARA samenwerking had geweigerd, verwierf De Dageraad in 1928 voor het eerst radiozendtijd door de stichting van haar eigen Vrijdenkers Radio Omroepvereeniging (VRO). Deze groeide opmerkelijk snel, met een piek van 9000 leden in 1933, veel meer dan de vereniging en haar tijdschrift zelf. Op 29 september 1928 mocht de VRO voor het eerst een experimentele uitzending uitvoeren onder toezicht van de Radio-omroep Controle-commissie (ROCC). Vrij spoedig echter nadat voorzitter Jan Hoving zijn toespraak was begonnen over het omstreden onderwerp "Mussolini als vrijdenker en onderdrukker van de vrijheid van gedachte", onderbrak de ROCC de uitzending. De commissie stelde later dat hij 'de Eerste Minister van een met Nederland bevriende natie' had beledigd en de goede naam van 'het Opperhoofd van de Roomsch Katholieke Kerk' aangetast. Deze daad van censuur werd breed veroordeeld door de andere media van links naar rechts en uiteindelijk moest de minister toegeven dat er te snel was ingegrepen. Hij verleende de VRO toestemming om te blijven uitzenden. Het duurde nog enkele jaren voordat de VRO een officiële en vaste zendtijd kreeg: in de zomer van 1932 werd haar een uur toegewezen op iedere eerste zondag van de maand. De radiocommissie erkende weliswaar het recht van vrijdenkers om hun ongeloof in God te uiten, maar meende ook dat uitzendingen andersdenkenden niet mochten beledigen. Schending van deze regel zou resulteren in het schrappen van sommige passages of gehele afleveringen.

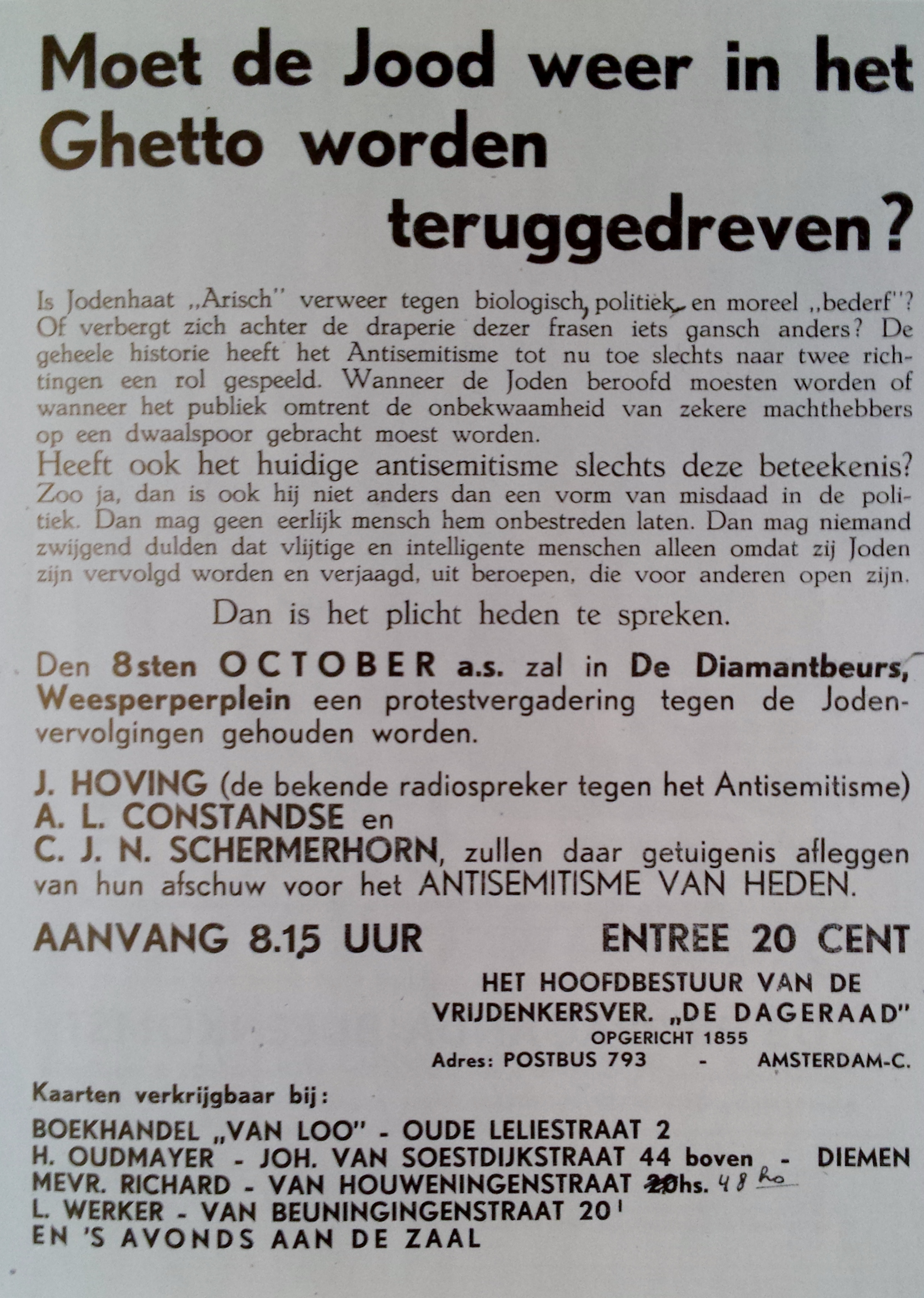
Protestbijeenkomst tegen antisemitisme in 1935.

De Dageraad verwierf grotere bekendheid door haar uitzendingen, hetgeen leidde tot weerzin bij vooral katholieke organisaties, die vergeefs trachtten om de vereniging te verbieden. Maar in 1932 nam de confessionele meerderheid in de Tweede Kamer een wet tegen godslastering aan die, hoewel eigenlijk gericht tegen communisten, ook de activiteiten van vrijdenkers ernstig belemmerde. Het jaar daarop, werd het ambtenaren verboden om lid te worden van De Dageraad en alle geschriften van de vereniging werden uit openbare gebouwen verbannen. Hovings felle kritiek op nazi-Duitsland, dat destijds formeel nog als bevriende natie gold, en Leo Polaks religiekritiek, waren echter aanleiding voor meer censuur van overheidswege, en in 1936 werd de VRO zelfs het zendrecht ontnomen. Tussen 1933 en 1936 werd ongeveer een kwart van alle VRO-uitzendingen gedeeltelijk gecensureerd, nog een kwart werd geheel geschrapt.
Katholieke groepen en de Nationaal-Socialistische Beweging (NSB) werden steeds vijandiger jegens De Dageraad. Na een artikel van 16 oktober 1936 in Volk en Vaderland getiteld "Godslasteraars", waarin het NSB-blad een verbod eiste op uitzendingen van de VRO, verstoorden op 26 oktober tientallen WA-mannen gewelddadig een grote bijeenkomst van vrijdenkers in Utrecht. Hoewel ze enig verband met de NSB-acties ontkenden, drongen confessionele parlementsleden spoedig aan op een verbod op de VRO-uitzendingen, waarmee Minister van Binnenlandse Zaken J. A. de Wilde op 16 november instemde, hetgeen inging vanaf 1 januari 1937. Het tijdschrift van De Dageraad, De Vrijdenker, bleef kritiek leveren op en waarschuwen voor de gruweldaden gepleegd door nazi-Duitsland, waaronder het publiceren van een lange lijst van vermoorde Duitse joden.
Zodra Duitsland Nederland binnenviel in mei 1940, beval De Dageraad uit voorzorg al haar lokale afdelingen om zichzelf onmiddellijk op te heffen en hun archieven te vernietigen, terwijl de uitgave van De Vrijdenker onmiddellijk werd gestopt en de abonnementslijst vernietigd. Het bestuur bleef in het geheim bijeenkomen, maar de vereniging was effectief verdwenen.

### Naoorlogs herstel

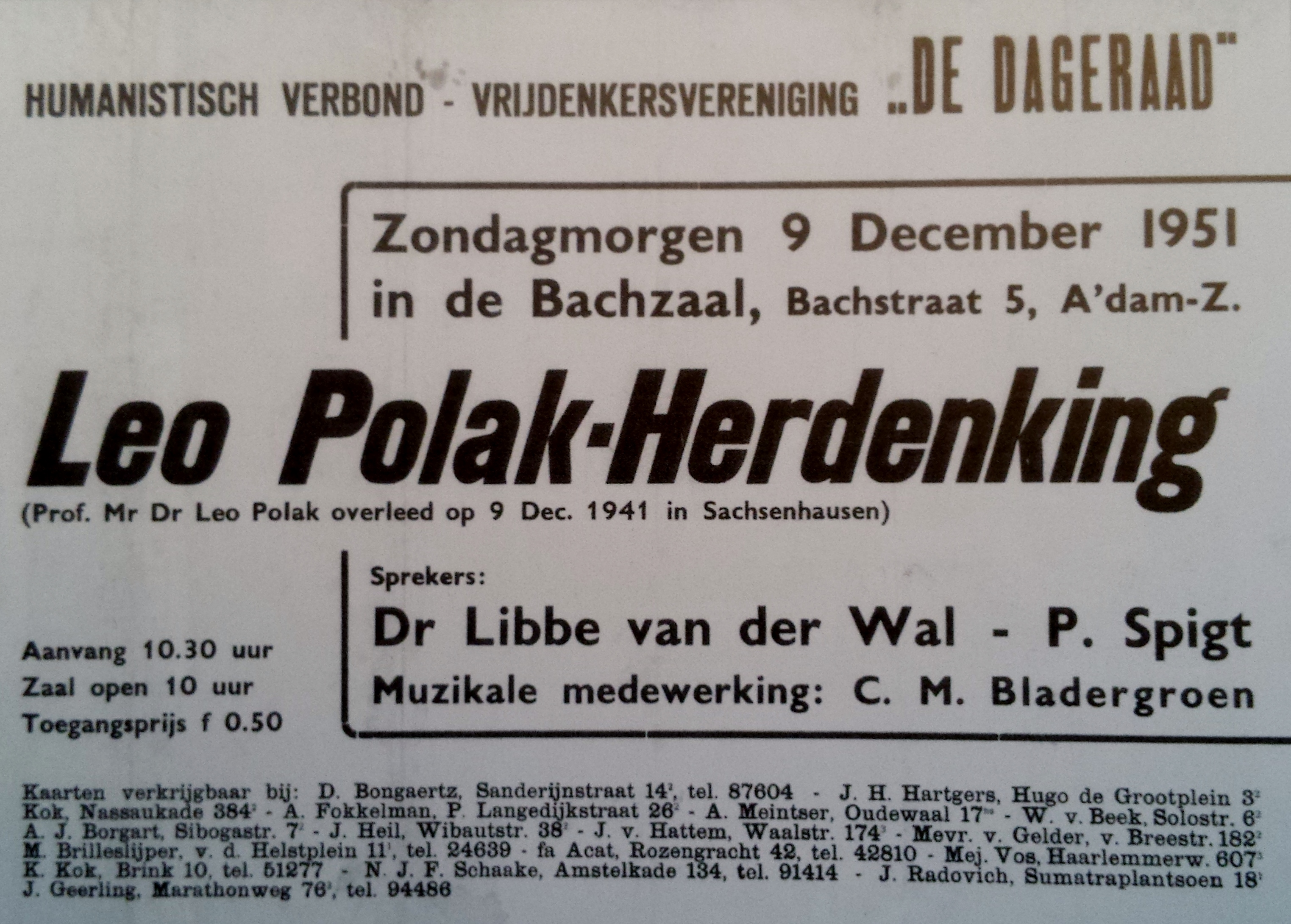
In 1951 herdachten De Dageraad en het HV samen Leo Polak.

Na de oorlog herstelde De Dageraad zich spoedig, mede dankzij haar uitgesproken antifascistische karakter van voor de oorlog: verschillende lokale afdelingen en tijdschriften werden opgericht, het hoofdbestuur kwam op 17 juni 1945 weer bijeen. Op een congres van 27–28 oktober 1945 waren ongeveer 1150 leden aanwezig en 9 afdelingen vertegenwoordigd. Het nieuwe blad De Vrijdenker, dat bekende vrijdenkers als Anton Constandse en Piet Spigt in de redactie had, haalde al snel meer dan 2300 abonnees (1 juni 1946), een jaar later 2645. De Dageraad zocht samenwerking met het nieuw opgerichte Humanistisch Verbond (HV) en Humanitas. Vanaf 1957 is de vereniging voortgezet onder de naam: De Vrije Gedachte (Vereniging tot bevordering van zelfstandig denken) en het verenigingsblad omgedoopt tot Bevrijdend denken. Hoewel er stevige concurrentie was tussen De Vrije Gedachte, dat vasthield aan het bestrijden van kerk en godsdienst, en het HV, dat vooral onkerkelijken een gelijkwaardige plaats in de samenleving wilde geven, meenden de meeste DVG-leden dat samenwerking nodig was en dus riep het bestuur op tot dubbellidmaatschappen; een fusie met het HV werd echter afgewezen.

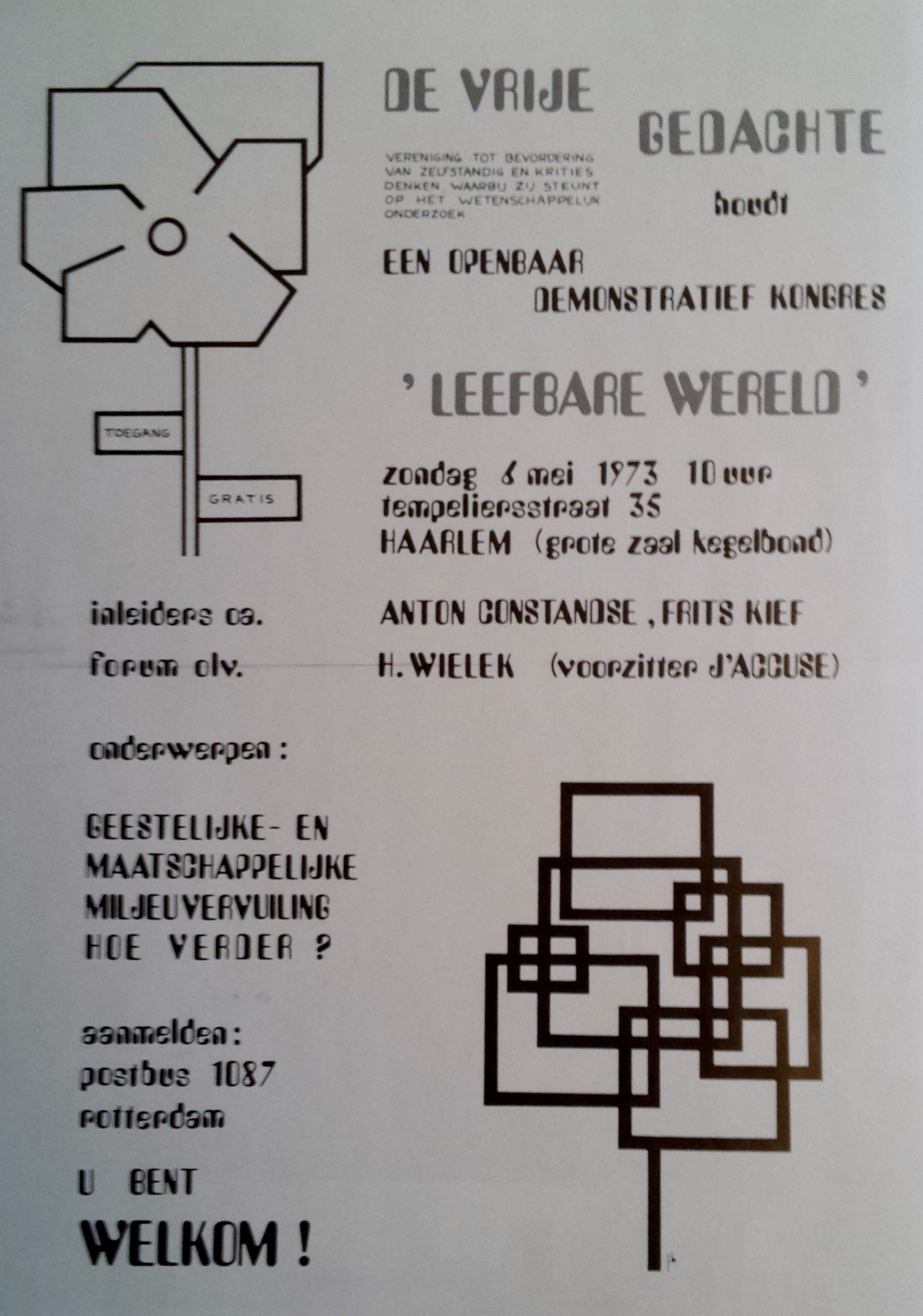
Affice voor een openbare bijeenkomst in 1973.

DVG en het HV richtten samen de A.H. Gerhard-Stichting op in 1949, dat er pas na lange strijd in 1959 in slaagde om ouderenzorg voor onkerkelijken en buitenkerkelijken te verkrijgen. In vroege jaren 60 maakte De Vrije Gedachte een relatief onopvallende periode door, waarbij zij veel leden verloor, haar activiteiten inperkte en een onregelmatig en materieel kwalitatief laag tijdschrift publiceerde dat vier keer van naam veranderde. Aan het eind van de jaren ’60 kwam er een kleine opleving met vooral jongere nieuwe leden, die zich verzetten tegen de wereld die gemaakt was door de oudere mensen. Ze protesteerden tegen de Vietnamoorlog en schiepen een eigen cultuur rond popmuziek, flowerpower en seksuele bevrijding. In 1978 werd de naam van de vereniging veranderd in Vrijdenkersvereniging De Vrije Gedachte. Er werden nieuwe statuten opgesteld die vooral de focus legden op het atheïsme en samenwerking met andere humanistische organisaties.

### Millenniumwisseling
Door een wijziging van de Mediawet ontnam het Commissariaat voor de Media in mei 1995 het uur televisiezendtijd en de 15 minuten radiozendtijd dat De Vrije Gedachte elk jaar had gekregen; de achterban van 12.000 mensen voldeed niet aan de nieuwe eis van 90.000. Na protest en een weigering van het Humanistisch Verbond tot samenwerking omdat men DVG "te radicaal" vond, handhaafde het Commissariaat het besluit. Sinds september 1995 is DVG actief op het internet. In juli 1996 gingen het HV en DVG dan toch samenwerken binnen de Humanistische Omroep Stichting. Op 25 oktober dat jaar richtten zij met Humanitas en de Universiteit voor Humanistiek het Humanistisch Historisch Centrum (HHC) op. Het HHC digitaliseerde tijdens het Metamorfozeproject tussen 2003 en 2005 meer dan 100.000 vrijdenkerspublicaties.
Eind jaren 90 werden de regionale afdelingen van DVG opgeheven en even leek de vereniging zelf te verdwijnen, maar door de opkomst van de islam, vooral na de aanslagen op 11 september 2001, was er weer behoefte aan een sterk atheïstisch geluid. DVG trad toe tot de in 2001 opgerichte Humanistische Alliantie, maar omdat zij dit verband veel te postmodern en gematigd vonden, waren de vrijdenkers er beperkt betrokken bij. Onder voorzitterschap van Anton van Hooff, die meende dat 'strijdbaarheid tegen religie en andere onwetenschappelijke kwakzalverij' dreigt te verdwijnen bij andere 'softer' geworden humanistische groepen, verliet men de Alliantie in 2014 en zocht in plaats daarvan toenadering tot onder meer Stichting Skepsis en de Vereniging tegen de Kwakzalverij.

## Doelstellingen
Sinds de oprichting in 1856 zijn de statuten van De Dageraad/De Vrije Gedachte gewijzigd in 1866, 1910, 1921, 1927 en 1978. Peter Derkx identificeerde in 2006 zes componenten die de vereniging steeds trachtte te bevorderen: (1) waarheid, rede en wetenschap; (2) vrijheid van meningsuiting en verdraagzaamheid; (3) atheïsme en humanisme; (4) scheiding van kerk en staat; (5) ontwikkeling van de menselijke persoonlijkheid; (6) solidariteit met de medemens. De huidige statuten van De Vrije Gedachte stellen dat zij streeft naar:

1. Strikte scheiding tussen kerk en staat;
2. Het weren van indoctrinatie uit opvoeding en onderwijs;
3. Het bevorderen van een kritisch onderzoekende, wetenschappelijke houding;
4. Het ontmaskeren van religie, pseudowetenschap en andere waanvoorstellingen;
5. Vrijheid van expressie;
6. Respect voor de waardigheid van de mens als wezen met een eindig en eenmalig bestaan;
7. Erkenning van het volledige zelfbeschikkingsrecht van de mens over eigen lijf en leven;
8. Respect voor andere levende wezens en het milieu.

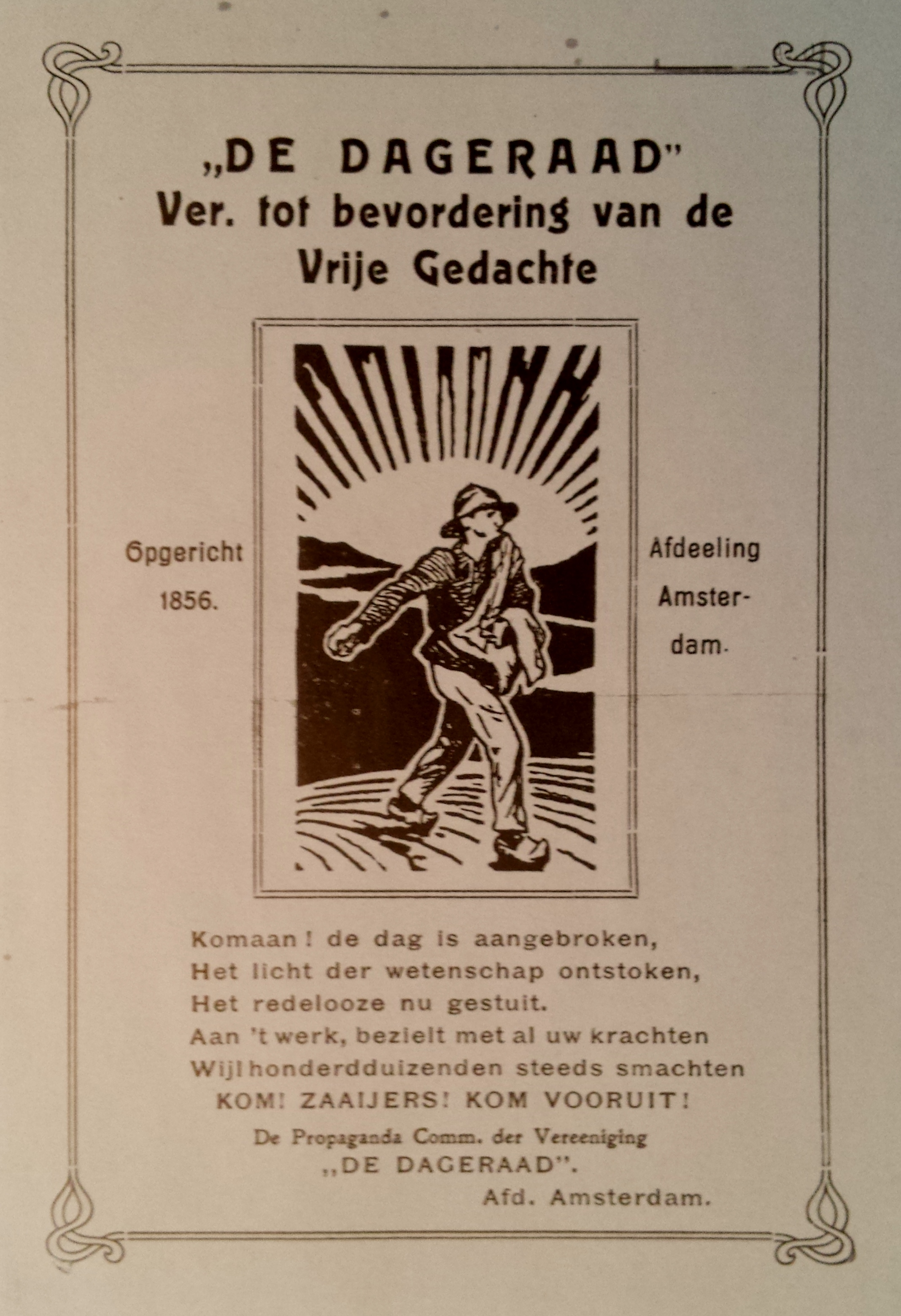
Deze poster uit ca. 1920 noemt De Dageraad een "Ver[eniging] tot bevordering van de Vrije Gedachte".

### Secularisme
Vrijdenken leidt volgens Derkx niet per se tot atheïsme, maar wel tot het streven naar pluriforme samenleving. Daarbij hoort, volgens Derkx, een scheiding tussen kerk en staat in de betekenis dat de overheid geen voorkeur moet geven aan (aanhangers en organisaties van) een levensbeschouwing. Daarbij mag de staat geen enkele religieuze of levensbeschouwelijke organisatie (financieel) steunen of moet zij hen juist allemaal gelijkelijk steunen door bijvoorbeeld zowel kerken als humanisten en vrijdenkers zendtijd te geven binnen de publieke omroep of zowel godsdienstonderwijs als humanistisch vormingsonderwijs te subsidiëren. Een ander speerpunt van de vereniging is het weren van indoctrinatie uit opvoeding en onderwijs; zij wil voorkomen dat kinderen één bepaald geloof opgelegd krijgen voordat zij de intellectuele capaciteiten hebben ontwikkeld om er zelf kritisch over na te kunnen denken.

### Scepticisme
De Vrije Gedachte heeft als doel om dogmatisme, vooroordelen en een onwetenschappelijke houding te bestrijden. Bij de oprichting in 1856 liet men zich nog leiden door een soort natuurlijke theologie, in de jaren 1920 was men overgegaan naar een positivistisch-empirisch wereldbeeld, in de loop van de 20e eeuw groeide het besef dat ook de vrijdenkers niet de rede en de waarheid in pacht hebben en in de 21e eeuw staan ontologische en ethische oordelen sterk in het teken van voorlopigheid en voorwaardelijkheid. In combinatie met het 'ontmaskeren van pseudowetenschap en andere waanvoorstellingen', begeeft de vereniging zich daarmee ook op het terrein van het wetenschappelijk scepticisme.

### Vrijheid van meningsuiting en verdraagzaamheid
Het vrijdenken dient om dichter bij de waarheid te komen. Om vrij te kunnen denken, zijn vrijheid van meningsuiting, vrij onderzoek, vrijheid van vereniging, vrijheid van vergadering en verdraagzaamheid essentieel. Alle relevante mogelijkheden over hoe de wereld in elkaar zit mogen worden overwogen, besproken, onderzocht en bediscussieerd, ondanks de eventuele afkeer die men van sommige ideeën mag koesteren. Uiteindelijk wordt ware kennis niet verworven door het individu, maar door een vrije gedachtewisseling met anderen. Alle ideeën mogen geopperd en ook bekritiseerd worden, geen enkele mening mag worden uitgesloten.

### Atheïsme en humanisme

De Vrije Gedachte is een atheïstische vereniging.

Historisch was het omstreden of vrijdenkerij in wezen atheïstisch is of niet. Vroege Dageradianen zagen zichzelf vaak nog als deïst of pantheïst, maar naarmate de wetenschap vorderde nam hun aandeel af. Van 1921 tot 1927 noemde de vereniging zich in haar statuten expliciet 'atheïstisch', maar omdat de regering meende dat een gebrek aan christelijke moraliteit de openbare zeden aantastte en daarom goedkeuring weigerde, werd dat woord weer weggelaten. De Vrije Gedachte profileert zich sinds 1978 als een atheïstisch-humanistische vereniging: atheïstisch omdat ze iedere godsvoorstelling verwerpt wegens het gebrek aan bewijs voor het bestaan van bovennatuurlijk wezens, humanistisch omdat zij het menselijk individu centraal stelt en uitgaat van de gedachte dat de mens God heeft geschapen in plaats van andersom. Hoewel het in theorie onmogelijk is om het (niet-)bestaan van God te bewijzen, is het in de praktijk onmogelijk om agnost te zijn en houdt men in het dagelijks leven geen rekening met de mogelijkheid van Gods bestaan.
In het humanisme draait het vooral om de over zichzelf beschikkende mens, waarbij het in De Vrije Gedachte vooral gaat om verantwoordelijkheid en aansprakelijkheid voor het eigen gedrag tegenover andere mensen en dieren. De mens is geen verantwoording schuldig aan een godheid, maar verantwoordelijk voor zijn eigen gedrag. De vacante plaats van een godheid wordt volgens De Vrije Gedachte niet opgevuld door een andere hogere macht. De organisatie gaat uit van 'god noch autoriteit'.

### Ontwikkeling menselijke persoonlijkheid
Door redelijk naar de waarheid te zoeken, vrij te denken, vrije discussie te voeren en leerstellingen en autoriteiten te toetsen, streven vrijdenkers naar de volledige ontwikkeling van de menselijke persoonlijkheid, met de nadruk op moreel en verstandelijk besef. Dit houdt onder andere een atheïstisch wereldbeeld in, de keuze voor solidariteit met de medemens en het besef dat het leven eindig en eenmalig is. Ook de lichamelijke en emotionele ontwikkeling is belangrijk voor een gezond en gelukkig leven. Juist omdat het leven eindig is, is het uniek en waardevol en moet ten volle beleefd worden. Emotioneel dient men te leren omgaan met twijfel, want het kritisch benaderen van de eigen dierbare opvattingen en die loslaten als ze onjuist blijken, is nodig om de waarheid te zoeken.

### Solidariteit
Vrijdenkers streven naar het algemeen geluk van de mensheid, niet slechts dat van henzelf. Om dit te bereiken voerde De Vrije Gedachte de eerste 150 jaar van haar bestaan strijd voor vrijheid van meningsuiting, scheiding van kerk en staat, de mogelijkheid van crematie, opvoeding en onderwijs zonder geloofsdogma's, verruiming van mogelijkheden tot echtscheiding en de rechten van arbeiders. Tegelijk streed zij tegen de 'repressieve' godsdienst en kerk, de dubbele seksuele moraal, militarisme, antisemitisme, fascisme en een autoritaire overheid.

## Activiteiten

### Tijdschriften

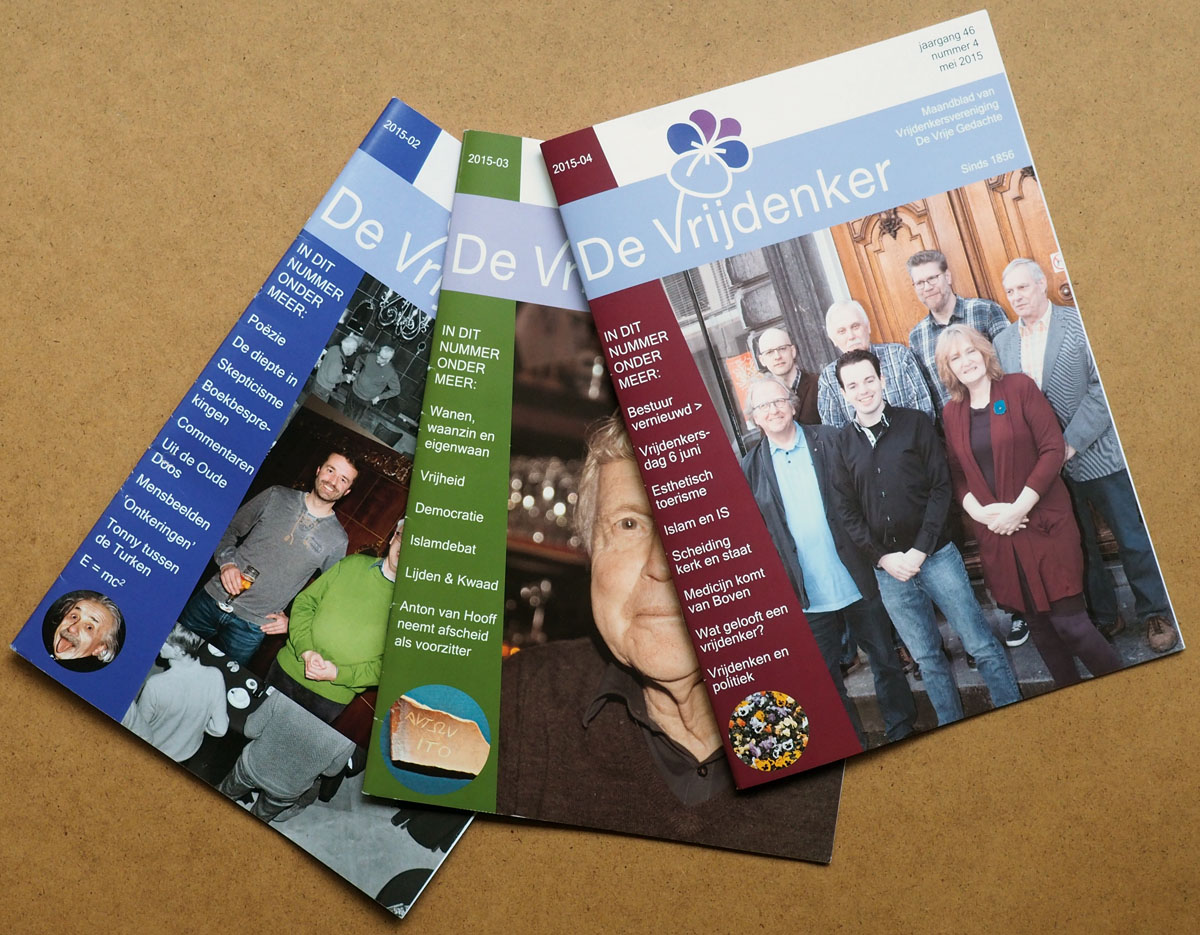
Lentenummers 2015 van De Vrijdenker.

Een jaar voordat vereniging De Dageraad werd opgericht, verscheen op 1 oktober 1855 het eerste nummer van het maandblad De Dageraad. In het begin voer het tijdschrift De Dageraad onder invloed van Junghuhn een zelfstandige, eerder deïstische koers, terwijl er in de vereniging ruimte was voor zowel atheïsten, pantheïsten, materialisten, liberalen, socialisten als conservatieven in filosofische, religieuze dan wel politieke zin. De radicale voorzitter d'Ablaing poogde nog drie andere tijdschriften uit te brengen in 1858: Verbond der Vrije Gedachte (voor de vereniging), De Rechtbank des onderzoeks (voor Bijbelkritiek) en Tijdgenoot op het gebied der Rede (voor filosofische vraagstukken). Wegens geldgebrek in het daaropvolgende jaar, werden alle drie gebundeld onder de naam Bliksemschicht der XIXe eeuw, waarna het weer verdween. In 1867 werd De Dageraad dan toch het officiële verenigingsblad. In 1859 gebruikte Eduard Douwes Dekker voor het eerst zijn pseudoniem Multatuli in de ethische parabel "Geloofsbelydenis" in De Dageraad en in 1861 publiceerde hij erin "Het gebed van den onwetende" over zijn geloofsafval, hetgeen hem beroemd en geliefd maakte onder de Dageradianen.
Enkele keren in 1868 en in de periode 1870–1879 werd de publicatie onderbroken. In deze jaren fragmenteerden de vrijdenkerspublicaties tot verschillende regionale tijdschriften; het Haagse De Toekomst gold in 1870–1872 als officieus orgaan van De Dageraad. Nadat de vereniging een bestaanscrisis had overleefd, werd De Dageraad in oktober 1879 voortgezet met de ondertitel Maandschrift tot bespreking van maatschappelijke en zedelijke vraagstukken. In 1906 veranderde het van naam naar De Vrije Gedachte, in 1920 werd het landelijke blad opgenomen in De Vrijdenker (1913–1940) van de Amsterdamse afdeling, dat daarmee landelijk werd. Omdat verspreiding van De Vrijdenker onder nazibewind te gevaarlijk werd geacht vanwege haar felle vooroorlogse antifascistische houding, werd deze onmiddellijk gestopt en de abonnementslijst vernietigd toen nazi-Duitsland Nederland bezette.
De Vrijdenker werd heropgericht in 1945, verscheen wekelijks en besprak allerlei politieke en maatschappelijke thema's van vrouwenemancipatie tot milieubescherming, van onderwijs tot dekolonisatie. Toen volgden in tien jaar drie verenigingsbladen in onregelmatige frequentie op kwalitatief matig materiaal (gestencilde folders op grauw papier) elkaar op: Bevrijdend Denken (1959–1963), Ratio (1964–1965) en Rede (1964–1970). De Vrije Gedachte publiceert sinds 1970 tien keer per jaar het tijdschrift De Vrije Gedachte, in 2006 hernoemd tot De Vrijdenker.

### Vrijdenkersborrels

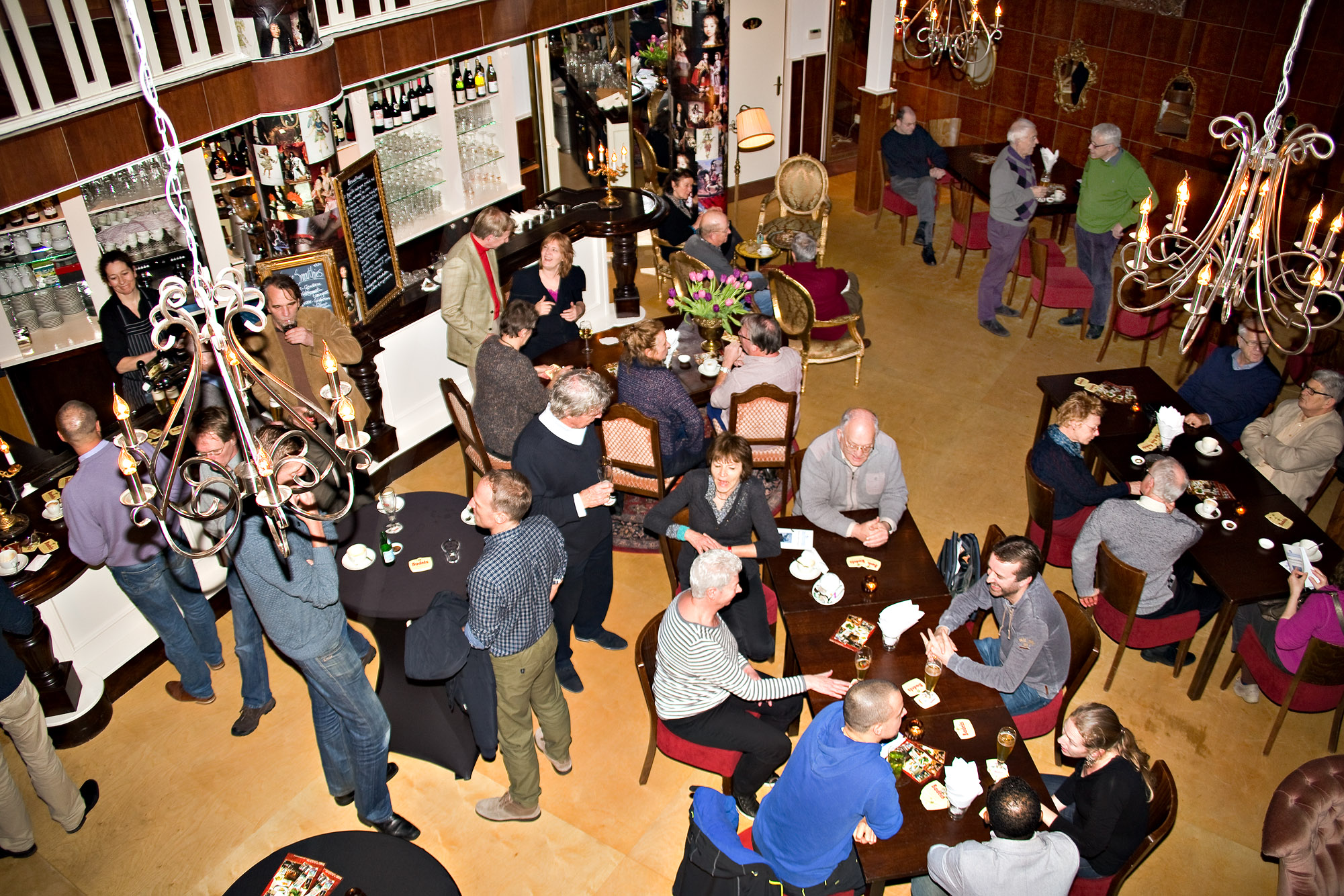
Haagse Verlichtingsborrel januari 2015.

Vrijdenkersborrels (voorheen "Vrijdenkerscafés") zijn maandelijkse bijeenkomsten die bedoeld zijn voor vrijdenkers en mensen die geïnteresseerd zijn in vrijdenkerij om elkaar te ontmoeten en gezellig en ongedwongen te kunnen discussiëren over uiteenlopende (en actuele) onderwerpen van wetenschap tot mensenrechten bij een drankje. Het initiatief kwam in oktober 2012 van Richard Duijnstee en Jules Brabers. Een Vrijdenkerborrel is autonoom ten opzichte van de landelijke vereniging.
- Sinds 14 januari 2014 is er een Vrijdenkersborrel Utrecht, waar onder meer voorzitter Anton van Hooff en historicus Bart Leeuwenburgh lezingen gaven.[61][62]
- Sinds 3 oktober 2013 is het Vrijdenkersborrel Tafel van de Rede Deventer actief (mede georganiseerd door de Partij van de Rede).[63]
- Vanaf 12 mei 2014 tot 2020 werd de Haagse Verlichtingsborrel gehouden, waar onder meer arts Cees Renckens (Vereniging tegen de Kwakzalverij), wiskundige Jan Willem Nienhuys (Stichting Skepsis) en luitenant-kolonel Norbert de Kooter (humanistisch raadsman) lezingen gaven.[64][65][66]
- Sinds 18 mei 2015 is er een Rotterdamse Verlichtingsborrel.[67]

### Anton Constandselezing en Vrijdenker van het Jaar

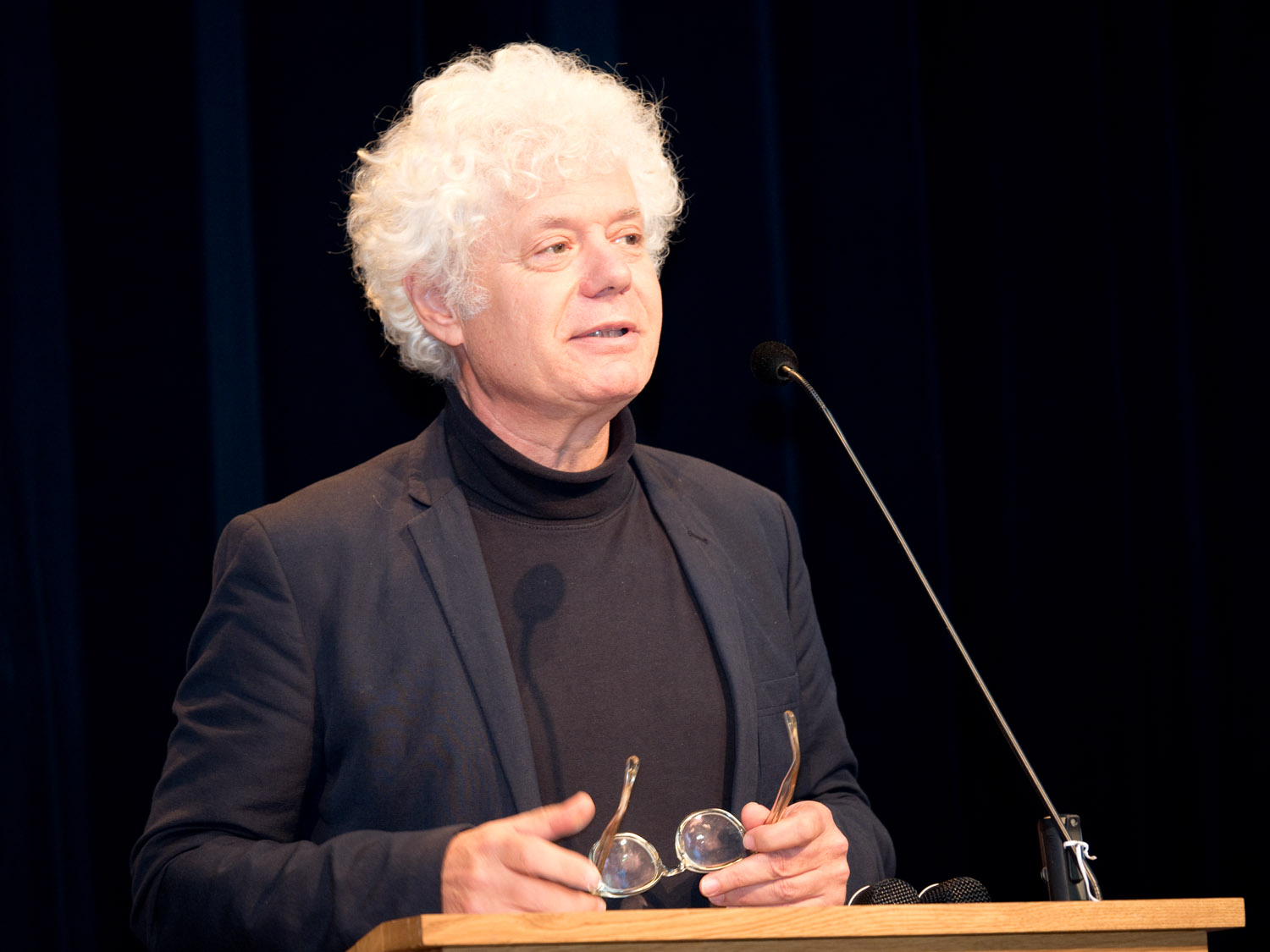
Paul Scheffer houdt de Anton Constandselezing 2015.

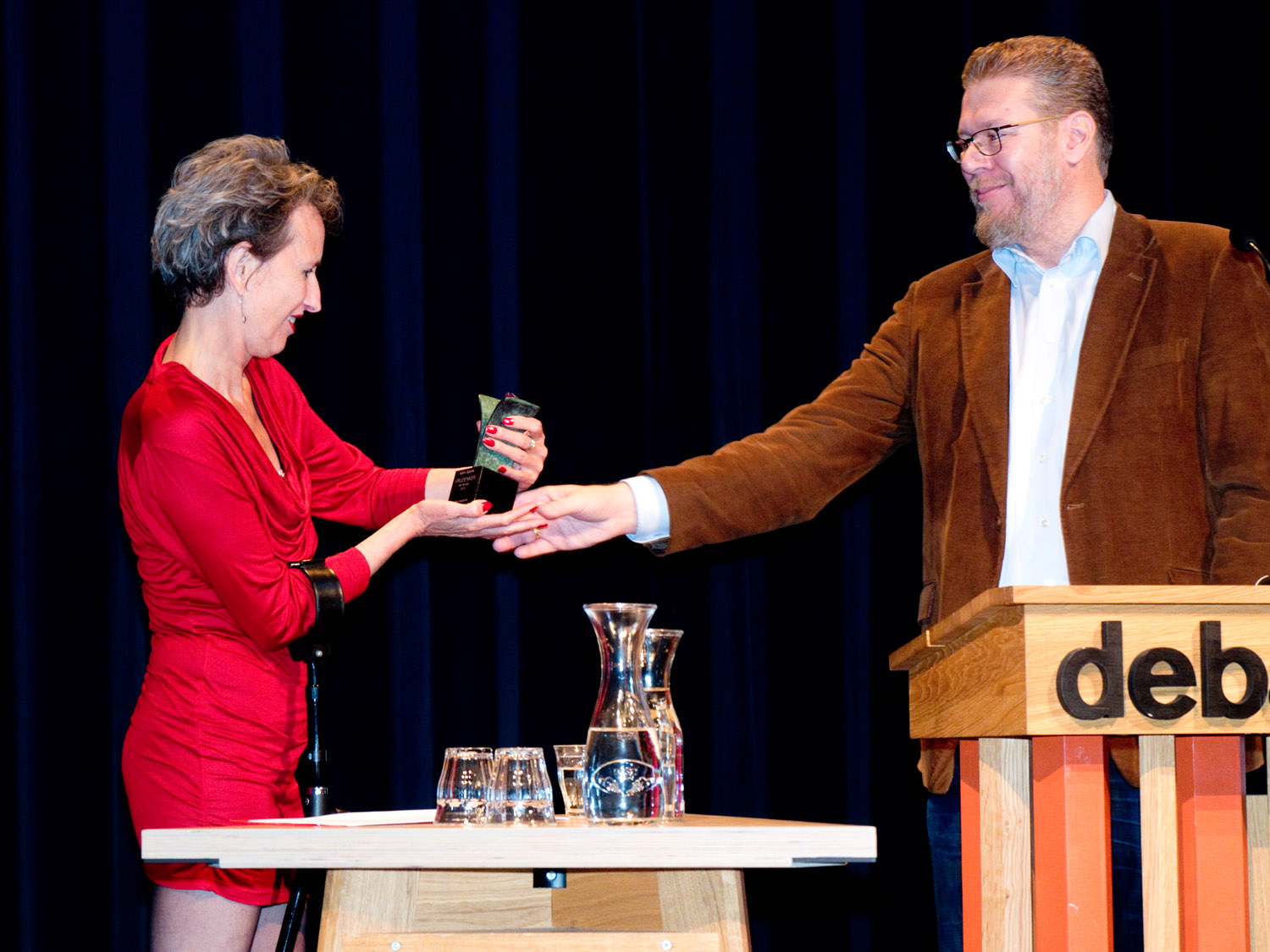
Fabian van Langevelde huldigt Karin Spaink als Vrijdenker van het Jaar 2015.

De Anton Constandselezing is een "voor iedere belangstellende toegankelijke lezing waarbij een tot de verbeelding sprekende gastspreker een actueel thema behandelt dat op enigerlei wijze verband houdt met of haar basis vindt in het gedachtegoed" van De Vrije Gedachte. Bij dezelfde gelegenheid wordt sinds 2006 ook de Vrijdenker van het Jaar gehuldigd. In het verleden hebben de volgende personen de lezing gegeven en zijn respectievelijk tot Vrijdenker van het Jaar uitgeroepen:
| Jaar | Anton Constandselezing                                                                  | Vrijdenker van het Jaar                  |
| ---- | --------------------------------------------------------------------------------------- | ---------------------------------------- |
| 2002 | Jaap van Heerden                                                                        | Voorbeeld                                |
| 2003 | Siebe Thissen                                                                           | Voorbeeld                                |
| 2004 | Jan G.A. ten Bokkel                                                                     | Voorbeeld                                |
| 2005 | Maarten van Rossem                                                                      | Voorbeeld                                |
| 2006 | Hans Jansen                                                                             | Wouter van Oorschot                      |
| 2007 | Elsbeth Etty                                                                            | Dirk Verhofstadt                         |
| 2008 | Paul Cliteur                                                                            | Max Pam                                  |
| 2009 | Hans Dooremalen                                                                         | Midas Dekkers                            |
| 2010 | Dap Hartmann                                                                            | August Hans den Boef                     |
| 2011 | Ronald Plasterk                                                                         | Herman Philipse                          |
| 2012 | Nelleke Noordervliet                                                                    | Piet Borst                               |
| 2013 | Winnie Sorgdrager                                                                       | Dick Swaab                               |
| 2014 | Jan van Hooff                                                                           | Hafid Bouazza                            |
| 2015 | Paul Scheffer                                                                           | Karin Spaink                             |
| 2016 | Vincent Icke                                                                            | Arjen Lubach                             |
| 2017 | Maarten Boudry                                                                          | Maarten 't Hart                          |
| 2018 | Marije van Beek                                                                         | Boris van der Ham                        |
| 2019 | Sjoerd Karsten                                                                          | Paul Scheffer                            |
| 2020 | Videobijeenkomst met Sjef Wester, Anton van Hooff, Floris van den Berg en Hans de Vries | geen uitreiking i.v.m. de Coronapandemie |
| 2021 |                                                                                         | geen uitreiking i.v.m. de Coronapandemie |

### Overige activiteiten
- De jaarlijkse Algemene Ledenvergadering vindt plaats in april, met in het voorprogramma een spreker.
- Elk jaar wordt in mei of juni de Vrijdenkersdag gehouden.
- Sinds 2006 wordt tweejaarlijks de Scriptieprijs à €500 uitgeloofd aan de Nederlandse of Belgische student die beste aan de jury voorgelegde master/doctoraalscriptie schreef waarvan de inhoud blijk geeft van vrijdenken of van belang is voor het vrijdenken.[78] De uitreiking vindt aansluitend na de Anton Constandselezing plaats.[72]
- In 2009, 2011, 2012 en 2013 organiseerde De Vrije Gedachte samen met het Center for Inquiry Low Countries in juni een Atheïsmedag, op initiatief van Floris van den Berg.[79][80]
- De jaarlijkse Nieuwe Ledendag in september.

## Bekende (oud-)leden

### Voorzitters
Voorzitters van De Dageraad (1873–1876: Het Vrije Onderzoek), vanaf 1957 De Vrije Gedachte.
| - 1856–1864: Rudolf Charles d'Ablaing van Giessenburg - 1864–1871: Hendrik H. Huisman - 1871–1873: (activiteiten De Dageraad gestopt) - 1873–1879(?): W.J. Scheurleer - 1879–1888: Pieter Frowein - 1889–1907: Hendrik de Vries (1839-1907) - 1907–1909: Pieter Frowein - 1909–1917: Willem Havers | - 1917–1921: Jan Hoving - 1921–1923: K. Stadhouder - 1923–1938: Jan Hoving - 1938–1940: Maarten van den Brink - 1945–1948: Maarten van den Brink - 1948–1950: Jan de Ronde - 1951–1954: Martin Paulissen - 1954–1959: Oene Noordenbos | - 1960–1980: Jan Gerard Rausch - 1980–1996: Jan Vis - 1996–2005: Roel Bor - 2005–2009: Lex Hagenaars - 2009–2015: Anton van Hooff - 2015–2018: Fabian van Langevelde - 2018–heden: Stanley Bakker |

### Overige
| - Floris van den Berg - Gerard Bolland - Charles Bradlaugh (erelid sinds 1883) - Paul Cliteur - Anton Constandse - Eduard Douwes Dekker (Multatuli) (erelid sinds 1882) - Wilhelmina Drucker - Louis Fles | - Jan Fortuijn - Bert Gasenbeek - Adriaan Gerhard - Elise Haighton (bestuurslid) - Henriette Roland Holst - Aletta Jacobs - Gertrude Kapteyn-Muysken - Jacob Moleschott (erelid) | - Ferdinand Domela Nieuwenhuis - Leo Polak - Sem Presser - Jan Romein - Annie Romein-Verschoor - Piet Spigt (bestuurslid) - Titia van der Tuuk (bestuurslid) - Johannes van Vloten |